# هانس استاب
هانس استاب (: Hans Stubb; ۸ اکتبر ۱۹۰۶ – ۱۹ مارس ۱۹۷۳) بازیکن فوتبال اهل آلمان بود.
از باشگاه‌هایی که در آن بازی کرده‌است می‌توان به باشگاه فوتبال آینتراخت فرانکفورت اشاره کرد.
وی همچنین در تیم ملی فوتبال آلمان بازی کرده‌است.